# Poeciloneta vakkhanka
Poeciloneta vakkhanka är en spindelart som beskrevs av Andrei V. Tanasevitch 1989. Poeciloneta vakkhanka ingår i släktet Poeciloneta och familjen täckvävarspindlar. Inga underarter finns listade i Catalogue of Life.